# IGN
IGN (skraćeno od: Imagine Games Network) je multimedijska web stranica posvećena izvješćima i vijestima o videoigrama. Dio je IGN Entertainment tvrtke, koja je vlasnik još nekoliko web-stranica poput GameSpya, GameStatsa i AskMena.
Glavna stranica IGN-a sadrži nekoliko posebnih stranica (tzv. "kanala"), svi su zajedno na IGN domeni. Kanali povezani s videoigrama sadrže recenzije o računalnim, Wii, Nintendo DS, Xbox 360, PlayStation 2, PlayStation 3, PSP, Xbox Live, mobilnim, Retro, i iPhone igrama. Uz sve to, IGN sadrži i kanale posvećene filmovima, glazbi, tehnologiji, športu, stripovima, televiziji i ostalom.

## Vanjske poveznice
- Službena stranica
- IGN Australia  Arhivirana inačica izvorne stranice od 10. prosinca 2014. (Wayback Machine)
- IGN UK